# Sekretne okno
Sekretne okno (ang. Secret Window) – film Davida Koeppa z 2004 roku, który został zrealizowany na podstawie opowiadania Stephena Kinga pt. Tajemnicze okno, tajemniczy ogród ze zbioru Czwarta po północy.

## Opis fabuły
Po rozwodzie z żoną, Mort Rainey (Johnny Depp), uznany pisarz, przeprowadza się do domku nad jeziorem Tashmore. Z trudem odzyskany spokój zakłóca pewnego dnia niejaki John Shooter (John Turturro), który zarzuca mu plagiat powieści. Mort uważa dziwnego gościa za kolejnego psychofana i wierzy, że sytuację szybko uda się wyjaśnić. Aby udowodnić swoją niewinność, Rainey musi okazać w ciągu 3 dni oryginał powieści, który znajduje się w domu, gdzie mieszka jego była żona. Pisarz jednak lekceważy to ultimatum, co powoduje, że intruz jest jeszcze bardziej natarczywy i niebezpieczny. Gdy pojawiają się groźby śmiertelne, pisarz postanawia wynająć prywatnego detektywa, Kena Karsha (Charles S. Dutton). Jednak jest już za późno i nic nie jest w stanie powstrzymać horroru, a Rainey odkrywa, że nie może nikomu ufać.

## Twórcy i obsada

### Twórcy
- David Koepp - scenariusz i reżyseria
- Gavin Polone - producent
- Ezra Swerdlow - producent wykonawczy
- Philip Glass - muzyka
- Geoff Zanelli - muzyka
- Fred Murphy - zdjęcia
- Howard Cummings - scenografia
- Odette Gadoury - kostiumy

### Obsada
- Johnny Depp jako Mort Rainey
- John Turturro jako John Shooter
- Maria Bello jako Amy Rainey
- Timothy Hutton jako Ted Milner
- Charles S. Dutton jako Ken Karsch
- Len Cariou jako Szeryf Dave Newsome
- Joan Heney jako Pani Garvey
- John Dunn-Hill jako Tom Greenleaf
- Matt Holland jako Detektyw Bradley
- Gillian Ferrabee jako Fran Evans
- Bronwen Mantel jako Greta Bowie
- Elizabeth Marleau jako Juliet Stoker

i inni.

## Nominacje
- Teen Choice 2004 - Ulubiony thriller (nominacja)
- Saturn 2005 - Najlepszy aktor drugoplanowy - John Turturro (nominacja)